# Symplocos koidzumiana
Symplocos koidzumiana är en tvåhjärtbladig växtart som beskrevs av Tatewaki och Yosimura. Symplocos koidzumiana ingår i släktet Symplocos och familjen Symplocaceae. Inga underarter finns listade i Catalogue of Life.